# Альбинский, Иван Иванович
Ива́н (Иоа́нн) Ива́нович Альби́нский (27 января (8 февраля) 1863, село Иломантси, Куопиоская губерния, Великое княжество Финляндское — 21 сентября 1935, Ленинград) — священник Русской православной церкви, а с 1922 года — деятель обновленчества в сане архиепископа.
Получил известность, главным образом, своим участием в обновленческом расколе, вскоре после начала которого был рукоположён во епископа, став вторым рукоположённым в обновленчестве архиереем, и одновременно включён в состав обновленческого Высшего церковного управления. До декабря 1922 года служил викарием Московской обновленческой епархии, в декабре 1922 — сентябре 1923 года возглавлял Нижегородскую обновленческую епархию, а в сентябре — декабре 1923 года — Владимирскую. Уйдя на покой, поселился в Петрограде и время от времени служил в храмах, принадлежащих «Живой церкви».

## Биография
Родился 27 января 1863 года в селе Иломантси Куопиоской губернии Великого княжества Финляндского в Российской империи в семье священника Иоанна Феодоровича Альбинского, настоятеля Ильинской церкви в Иломантси.
В 1885 году Альбинский окончил Олонецкую духовную семинарию по I разряду. 16 апреля 1886 года он стал псаломщиком в Смоленской церкви Санкт-Петербурга.

### Священник
14 ноября 1890 года Альбинский был рукоположён в сан священника и назначен настоятелем церкви великомученика Георгия Победоносца в селе Перечицы Лужского уезда Санкт-Петербургской губернии. Одновременно, с 26 ноября того же года, он был законоучителем Перечицкой земской школы в Перечицах и Долговской земской школы в деревне Долговка; кроме того, с 20 ноября 1891 года Альбинский был заведующим и законоучителем церковно-приходской школы в деревне Пёлково.
28 августа 1893 года Альбинский был переведён на должность настоятеля церкви Благовещения Пресвятой Богородицы на мызе Ропша Петергофского уезда, однако 13 сентября того же года переведён обратно к Георгиевской церкви села Перечинцы до окончания строительства храма. 8 ноября 1894 года он был награждён набедренником.
16 ноября 1894 года Альбинский снова стал настоятелем Благовещенской церкви на мызе Ропша. С того же года по 13 августа 1903 года он был законоучителем Ропшинской удельной школы и Кипенской, Глядинской и Липецкой земских школ. С 1 декабря 1899 по 13 марта 1906 года служил также заведующим и законоучителем церковно-приходской школы в деревне Глухово.
1 марта 1896 года Альбинский награждён бархатной фиолетовой скуфьёй. 9 апреля 1899 года он был награждён камилавкой и золотыми часами из Кабинета Его Императорского Величества.
7 марта 1906 года Альбинский освобождён от служения в Ропше и назначен первым настоятелем домового храма во имя святителя Николая Чудотворца при Убежище престарелых сценических деятелей в память Императора Александра III на Петровском острове Санкт-Петербурга. Служил в храме до 1919 года. Кроме того, с 14 декабря 1906 года 24 декабря 1910 года он был законоучителем 9-го, 10-го, 17-го мужских и 7-го, 9-го женских нарвских городских училищ. 30 марта 1910 года награждён саном протоиерея.

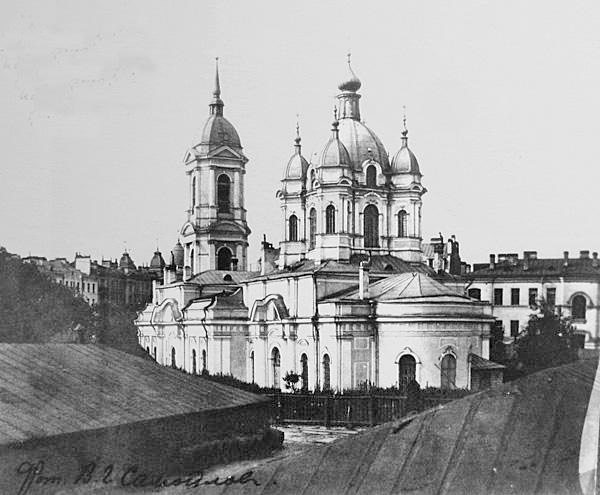
Матфиевская церковь в Санкт-Петербурге. Фото 1914 года

С 22 декабря 1910 года Альбинский был клириком храма апостола Матфия в Санкт-Петербурге (с 1914 года — Петроград). Будучи клириком Матфиевской церкви, подружился со священником Владимиром Красницким, служившим в находившемся поблизости Князь-Владимирском соборе. В апреле 1918 года Альбинский стал настоятелем Матфиевской церкви. Овдовел.
В 1919 году Альбинский был секретарём общего подотдела юстиции Петроградского горисполкома. Как писал Василий фон Бурман, именно протоиерей Иоанн Альбинский и священник Владимир Красницкий первыми среди петроградского духовенства, «поняв, что о восстановлении прежнего „доброго старого времени“ не приходится и думать, круто повернули в сторону революции, объявляя себя друзьями народа и чуть ли не коммунистами». Альбинский при этом «действовал осторожно и оглядываясь», а Красницкий — «более открыто». «В 1919 году, по случаю наступления на Петроград Юденича, разнёсся слух, что всё духовенство будет отправлено в концентрационные лагери. Умеренная партия большевиков поспешила воспользоваться таким положением и предложила прогрессивному духовенству выразить своё политическое credo по отношению к советской власти. <…> Красницкий и Альбинский <…> сделались тайными эмиссарами большевиков, агитируя за Советскую власть и доказывая, что она не преследует Церкви, а только хочет её отделения от государства и уничтожения в ней контрреволюционных элементов и движений. <…> Но большинство прогрессивного духовенства было тогда ещё против большевиков <…> Альбинский, увидев, что дело не выгорает, наружне утих и сделался снова смиренным лобызателем архиерейских десниц».

### Деятельность в 1922 году
В марте 1922 года Альбинский вступил в основанную будущими идеологами обновленческого раскола «группу прогрессивного духовенства». 24 марта вместе с другими участниками этой группы подписал декларацию о помощи голодающим, напечатанную 25 марта в «Правде» и «Красной газете». В ней содержалось обращение к церковным людям, призывавшее их к пожертвованию церковных ценностей.
В мае того же года Альбинский примкнул к обновленческому Высшему церковному управлению сразу же после его образования. Тогда же Матфиевская церковь стала собором, а сам Иоанн Альбинский — протопресвитером. Он служил при Матфиевском храме до июня 1922 года, когда Красницкий, бывший одним из организаторов Высшего церковного управления, решил сделать его епископом. Сам Альбинский в книге «Очерки по истории русской церковной смуты» характеризовался авторами как «безвольный, добродушный старичок, находившийся целиком под влиянием Красницкого».
Хиротонию первоначально планировали провести 29 мая (11 июня) 1922 в храме Христа Спасителя. Совершить её должны были епископ Антонин (Грановский), епископ Верненский Леонид (Скобеев) и рукоположённый ими 3 июня викарий Московской обновленческой епархии епископ Бронницкий Иоанникий (Чанцев). Однако там это сделать не удалось — по свидетельству митрополита Михаила (Ермакова): «Московское духовенство к Новой Власти в громадном большинстве отнеслось отрицательно. <…> Верующее население Москвы в громадной массе тоже против самозванцев». Как следует из анонимной записки, составленной лицом, близким к патриарху Тихону, «с утра при входе в храм собралась тысячная толпа, негодующая и до такой степени возбуждённая, что, своевременно предупреждённые, епископы не решились явиться в храм».

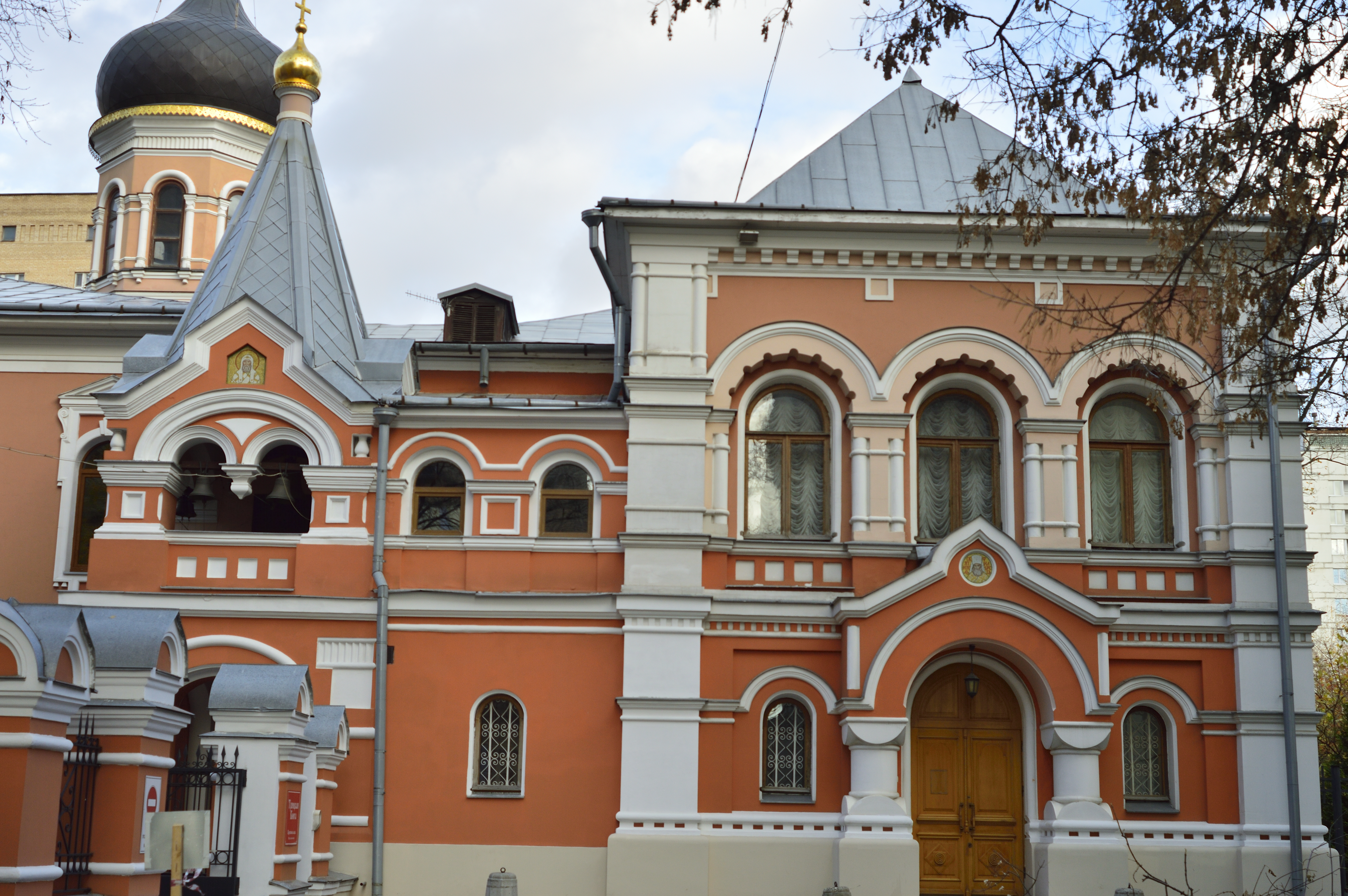
Митрополичьи покои Троицкого подворья в Москве

Тем не менее хиротония Альбинского во епископа Подольского, викария Московской обновленческой епархии, всё же состоялась в намеченный день, 11 июня, но в другом месте — в небольшой Сергиевской домовой церкви Троицкого патриаршего подворья в Москве. Хиротонию совершили епископ Леонид (Скобеев) и епископ Иоанникий (Чанцев). При этом, в отличие от Иоанникия (Чанцева), Альбинский не был пострижен даже в рясофор, став первым «белым» епископом, то есть не принимавшим монашества — первым епископом в «собственном смысле своим» для ВЦУ, руководимого Красницким. В тот же день введён в состав обновленческого Высшего церковного управления.
Николай Безпалов, секретный сотрудник ГПУ, сумевший выбраться за границу и там опубликовать неизвестные подробности работы ГПУ на Троицком подворье, где после ареста патриарха Тихона первый этаж отдали под общежитие сотрудников ГПУ, а на втором расположилось обновленческое Высшее церковное управление, писал: «Начались „обеды“, кончавшиеся грандиозными выпивками. Одна такая пирушка, имевшая целью вспрыснуть посвящение в епископы петроградского священника некого отца Ивана [Альбинского], затянулась на всю ночь и закончилась дракой между собутыльниками. Только утром измятые и взъерошенные „священнослужители“ расходились по домам под хихиканье чекистских жильцов подворья. В тот же день разыгрался скандал. У вновь посвященного епископа отца Ивана обнаружилась кража крупной суммы денег. В краже был уличён один из вождей — епископ Леонид [Скобеев]. Дело едва не дошло до московского уголовного розыска, но было потушено Красницким».
6 июля 1922 года Альбинский подписал «Ходатайство группы духовенства — „Живой церкви“ о помиловании приговорённых к расстрелу по делу петроградского духовенства и верующих», авторы которого, «преклоняясь перед судом рабоче-крестьянской власти», ходатайствовали перед Петрогубисполкомом «о смягчении участи всех церковников, осуждённых высшей мерой наказания, в особенности: Чельцова, Казанского, Елачича, Плотникова, Чукова, Богоявленского, Бычкова и Шеина».

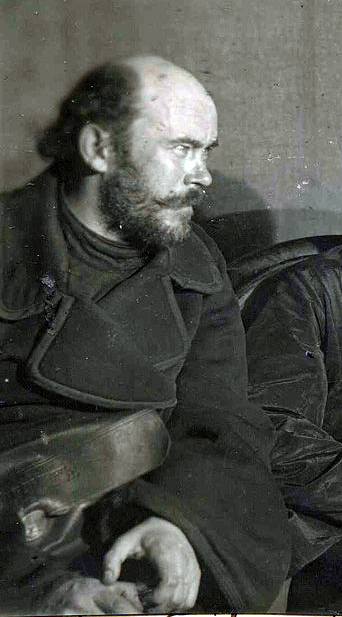
«Протопресвитер» Владимир Красницкий на I обновленческом Соборе. 1923 год

Как отмечается в «Очерках по истории русской церковной смуты», Иоанн Альбинский «был образцовым в глазах Красницкого епископом. Благочестивый, кроткий старичок, о. Иоанн ни разу не проявил ни малейшего признака самостоятельности — и даже его речи в храме обычно начинались словами: „Достопочтенный о. протопресвитер Владимир Дмитриевич!“, а затем следовал льстивый панегирик Красницкому. Владимир Дмитриевич отвечал обычно в снисходительно-почтительном тоне: „Я с удовольствием приветствую в вашем лице первого белого епископа“, — подчёркивал он неоднократно». Во многом такое отношение объясняется положением, которое в то время занимал Красницкий в обновленчестве. Фактически Красницкий летом 1922 года подчинил себе ВЦУ, назначив туда верных себе людей, в том числе и Альбинского, и отстранив неугодных. Единственным членом ВЦУ, кто сохранял независимую от Красницкого позицию, был митрополит Антонин (Грановский).
Однако недовольство Красницким даже в обновленческой среде стремительно нарастало. Лидером недовольных стал митрополит Антонин. На состоявшемся 6—17 августа 1922 года в Москве Всероссийском съезде «Живой церкви» произошёл открытый разрыв между сторонниками Красницкого и Антонина. Считая «Живую церковь» «поповским профсоюзом, желающим только жён, наград и денег», последний 24 августа организовал и возглавил «Союз церковного возрождения», отказался от должности председателя ВЦУ, а также полученного на данном съезде титула «митрополита Московского», и стал именоваться епископом Крутицким. ВЦУ, в котором главенствующую роль занимал глава «Живой церкви» Красницкий, в тот же день сместило Антонина с Крутицкой кафедры, назначив на неё Альбинского с возведением в сан архиепископа.
В том же месяце Альбинский был командирован в Новгородскую епархию для насаждения там обновленчества. 21 августа (3 сентября) 1922 он участвовал в хиротонии протоиерея Александра Лебедева, назначенного управляющим Новгородской епархией вместо смещённого ВЦУ митрополита Арсения (Стадницкого). Наместник Новгородского Юрьева монастыря игумен Сергий (Васильев) писал: «Прибывшие из Москвы с И[оанном] Альбинским члены группы „Живая Церковь“ новгородские священники Немов и Нименский воспользовались случаем и „…путём отчасти угроз, отчасти обещаний принудили почти половину городского духовенства во главе с епископами Серафимом и Александром, присоединиться к названной группе… Обновленцы восторжествовали, но торжество было минутным. Сразу же после хиротонии епископа Александра началось в епархии так называемое автокефальное движение“».
22 сентября управлявший Московской обновленческой епархией Антонин (Грановский), чей конфликт с Красницким обострился до предела, сделал заявление о выходе из ВЦУ и прекращении евхаристического общения с живоцерковниками. В ответ на это 23 сентября ВЦУ уволило епископа Антонина со всех должностей. Временным управляющим Московской обновленческой епархией вместо него был назначен архиепископ Иоанн Альбинский.
Допустив раскол в рядах обновленчества и оставив без внимания доносы Красницкого, что Антонин (Грановский) «становится знаменем контрреволюции», власти показали, что уже не рассматривают «Живую церковь» как приоритетную обновленческую группировку. Влияние «Живой церкви» и Красницкого начало клониться к закату. Уже в конце августа — сентябре многие члены «Живой церкви» перешли в «Союз церковного возрождения». Вмешательство Тучкова позволило предотвратить раскол среди обновленцев: Антонин (Грановский) дал согласие вновь возглавить ВЦУ при условии равного представительства в ней всех групп. 17 октября был сформирован новый состав ВЦУ, председателем которой стал Антонин (Грановский), тогда же восстановленный на Московской обновленческой кафедре, с которой, соответственно, был смещён Альбинский, а также назначенный председателем обновленческого Московского епархиального управления и настоятелем храма Христа Спасителя.
Тогда же протоиерей Александром Введенским и лидер «Левого крыла „Живой церкви“» организовали ещё одно обновленческое объединение, которое получило название «Союз общин древлеапостольской церкви» (СОДАЦ). Однако ни один из епископов, несмотря на все уговоры Введенского, не согласился присоединиться к СОДАЦ. Тогда Введенский обратился в ВЦУ с просьбой «дать им архиерея». После этого Альбинский присоединился к СОДАЦ. По мнению Краснова-Левитина и Шаврова, Красницкий намеренно внедрил Альбинского, своего наиболее преданного сторонника, в СОДАЦ.
В декабре 1922 года Высшее церковное управление назначило Альбинского обновленческим архиепископом Нижегородским и Макарьевским вместо переведённого в Одессу Евдокима (Мещерского). В конце декабря 1922 года он прибыл в Нижний Новгород.

### Деятельность в 1923 году

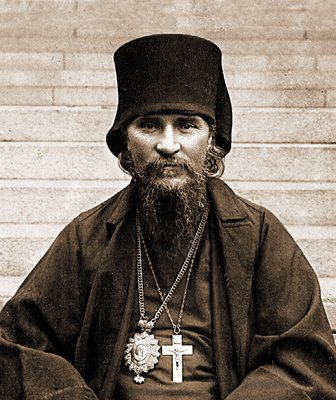
Архиепископ Евдоким (Мещерский)

По прибытии во Владимир Альбинский начал деятельность на новом месте. Тем не менее митрополит Евдоким (Мещерский) сохранял влияние и авторитет в Нижегородской обновленческой епархии и ехать в Одессу не хотел. В «Обращении к пастырям, к миру и к верующим Нижегородской епархии» от имени Епархиального управления под председательством «архиепископа» Иоанна говорилось: «„Высшее Церковное Управление“ указало митрополиту Евдокиму новое место служения: он перемещён на архиерейскую кафедру в г. Одессу. На Нижегородскую же кафедру назначен архиепископ Иоанн. В связи с этим начались и поддерживаются до настоящего времени волнения среди верующих … собираются подписи на ходатайствах об оставлении на кафедре митрополита Евдокима. Последний не отправляется к новому месту служения…».
Одновременно Альбинский безуспешно пытался подчинить себе «инициативную группу» тихоновцев: 10 января 1923 года он обратился к протоиерею Петру Алмазову с вопросами, не создаёт ли тот автокефальную организацию и не видит ли, что «тихоновщина» — это контрреволюция, на что получил бескомпромиссный ответ: «…В Н[ижнем] Новгороде в настоящее время никакой автокефальной организации не существует. Существует лишь группа православных верующих, ищущих независимости от В. Ц. У. как органа, канонически неправомерного, и „Живой Церкви“, как организации с уклоном в сторону от Православия», а «…обвинение в т. н. „тихоновщине“ и вообще контрреволюционном пути нашей работы опровергается заявлением, поданным за подписью членов инициативной группы в Нижегородский отдел ГПУ, 14 ноября 1922 г. Ни я, ни прочие члены нашего объединения не чувствуем себя виноватыми перед судом Кафолической церкви…».
В январе 1923 года Альбинский стал членом центрального комитета СОДАЦ и его номинальным главой. В марте того же года он участвовал во Всероссийском съезде СОДАЦ. Как указывалось в «Очерках по истории русской церковной смуты», Альбинский и в СОДАЦ «был такой же бесцветной фигурой, как и в „Живой Церкви“. Вся его „деятельность“ ограничивалась тем, что он подписывал различные документы и служил молебны перед открытием совещаний».
Не смог новый архиепископ заручиться авторитетом и в Нижегородской обновленческой епархии. Как докладывал протоиерей Владимир Плисс Евдокиму (Мещерскому), «настоящий Нижегородский иерей (Архиепископ Иоанн) не пользуется никаким авторитетом — как представитель партии Древле-апостольской церкви и как не обнаруживший организаторской деятельности и мирян, происходивших под председательством его, прекращено поминовение имени его за богослужением почти во всех церквах».
Не помогло обращение от 8 марта 1923 года к «Приходским советам г. Н. Новгорода и губернии от Предсоборной комиссии при Нижегородском епархиальном управлении»: «…Высшее Церковное Управление Российской церкви признано единственною канонически законною верховной властью авторитетными представителями иерархии Российской церкви… Явите же по отношению к В. Ц. У. каноническое подчинение окажите ему доверие и содействие в созыве Всероссийского Поместного Собора. Нет канонических оснований и к отделению от епархиального архиерея Нижегородской епархии Архиепископа Иоанна…».
15-17 марта 1923 года — участник Всероссийского съезда СОДАЦ, в последний день которого избран членом ЦК СОДАЦ. 29 апреля — 9 мае 1923 года был участником первого обновленческого «Всероссийского Поместного Священного Собора», на котором подписал постановление Собора о лишении сана и монашества патриарха Тихона. 6 мая 1923 года в храме Христа Спасителя он участвовал в епископской хиротонии протоиерея Александра Введенского, который стал архиепископом Крутицким.
После преобразования обновленческого ВЦУ в обновленческий Священный синод Альбинский не вошёл в состав последнего. В сентябре 1923 года он был назначен архиепископом Владимирским и Шуйским, председателем обновленческого Владимирского епархиального управления, с кафедрой в Успенском соборе Владимира. В декабре того же года ушёл на покой и уехал в Петроград.

### На покое

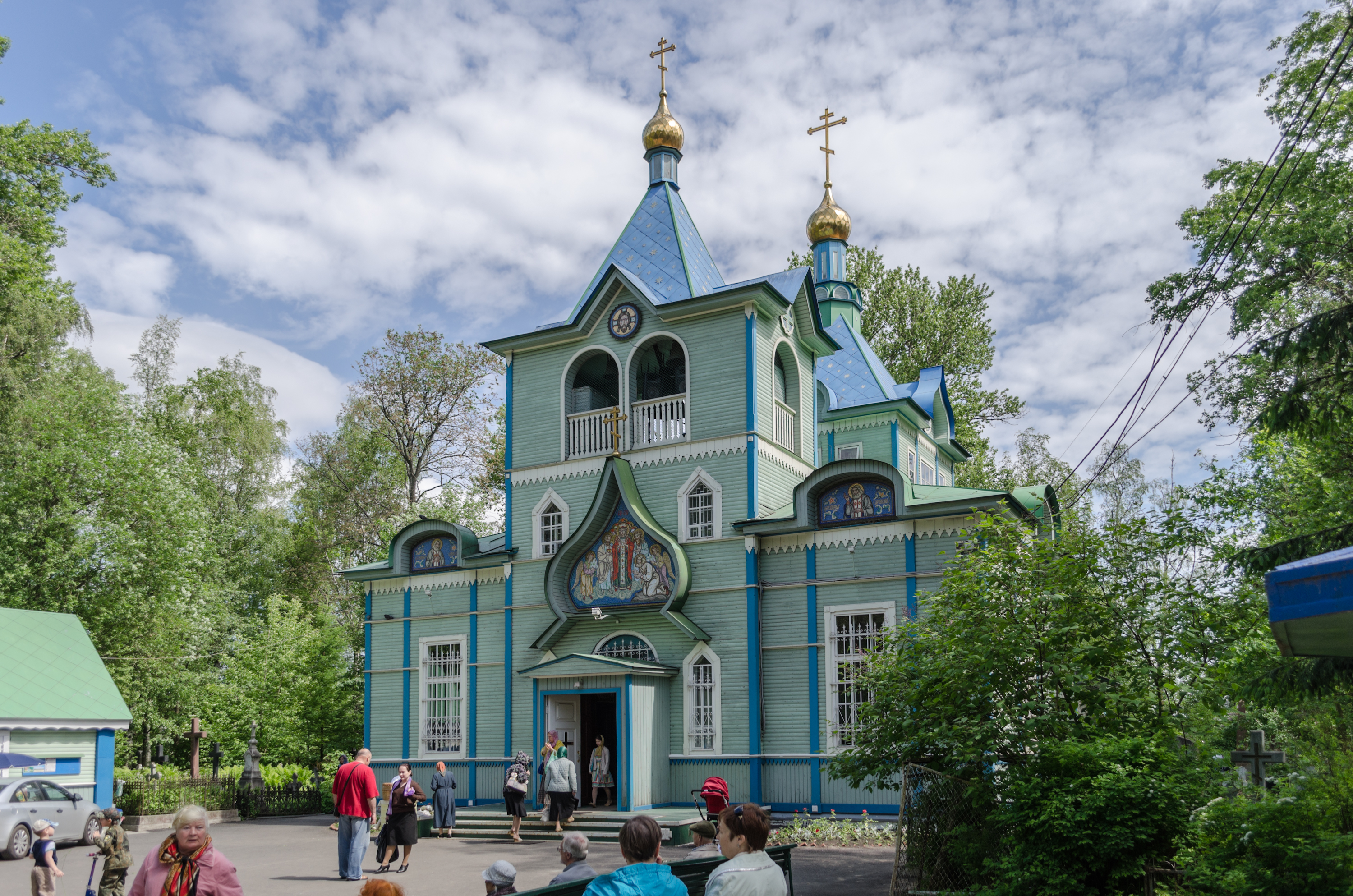
Церковь Серафима Саровского на Серафимовском кладбище. Современное фото

Оказавшись в Петрограде, Альбинский поддержал «протопресвитера» Владимира Красницкого, рассорившегося с прочими лидерами обновленчества, и перешёл в руководимую Красницким «Живую Церковь», которая к тому времени стремительно теряла своих последователей.
Изредка служил в Князь-Владимирском соборе, получая за это от Красницкого 200 рублей в месяц; прекратил служить там в 1926 году, когда собор отобрали у «Живой церкви» и вскоре передали Патриаршей церкви. После этого стал служить в Церкви Серафима Саровского на Серафимовском кладбище.
Иоанн Альбинский оказался наиболее преданным Красницкому человеком: он не покинул его даже тогда, когда тот, «отовсюду изгнанный, всеми покинутый и забытый, находясь в полной изоляции, заканчивал свой жизненный путь в качестве священника захолустного Серафимовского кладбища на ленинградской окраине, в Новой деревне. В небольшой деревянной церкви этого кладбища по праздничным дням служил старичок-архиепископ, придавая каноническую видимость группе „Живая Церковь“, не находившейся в каноническом общении ни с патриаршим, ни с обновленческим Синодом».
Незадолго до смерти Альбинский всё же примкнул к обновленческому Синоду в качестве епископа на покое. Краснов-Левитин и Шавров в «Очерках по истории русской церковной смуты» датируют этот переход 1934 годом. Краснов-Левитин в своих мемуарах «Лихие годы» — 1933-м, а петербургский историк Михаил Шкаровский — 1932-м.
Скончался 21 сентября 1935 года в Ленинграде. Похоронен на Смоленском кладбище Ленинграда.

## Исследования личности
По-видимому, первым исследователем, заинтересовавшимся биографией Иоанна Альбинского, был митрополит Мануил (Лемешевский), составивший в 1950-е годы «Каталог русских архиереев-обновленцев», содержавший в том числе биографическую справку об Иоанне Альбинском, которая, однако, была краткой и приблизительной. Однако даже этот биографический материал долгое время не был доступен широкому кругу исследователей, так как труд Лемешевского был впервые опубликован только в 2002 году.
О деятельности Альбинского в 1919 году написал в своём труде «Леонид Фёдоров: Жизнь и деятельность» (1966) католический диакон Василий фон Бурман. Он использовал в качестве источника воспоминания русской католички Юлии Данзас, которая дала уничтожающую и, по мнению Анатолия Краснова-Левитина, не вполне справедливую характеристику Введенскому и другим петроградским живоцерковникам.
Участие Альбинского в обновленческом расколе было достаточно подробно описано в трёхтомном сочинении «Очерки по истории русской церковной смуты» Анатолия Краснова-Левитина и Вадима Шаврова, впервые изданном в Германии в 1977 году. Авторы подробно разбирают историю возникновения обновленческого раскола, дают характеристики его деятелям и попутно делают краткие справки об их судьбах до присоединения к обновленчеству. Биографию Альбинского они, однако, не приводят, а различные упоминания о нём разбросаны по разным местам книги. Авторы подчёркивают его пассивность и зависимость от Красницкого, называя Альбинского «слепым орудием в его руках», а его роль в обновленчестве — ролью «декоративного царька при полновластном премьере».
В 2016 году выходит фундаментальный труд современного исследователя обновленчества протоиерея Валерия Лавринова «Обновленческий раскол в портретах его деятелей», где впервые приводится подробная биография Иоанна Альбинского. Кроме того, автор вместе с биографией публикует и фотопортрет Альбинского.

## Семья
- Отец — протоиерей Иван Фёдорович Альбинский (ок. 1832 — ?)[43], переводчик православных литургических текстов на финский язык[49]
- Мать — Анна Ивановна Альбинская (урождённая Львова; 13 мая 1834 — после 1883)[43].
- Братья и сёстры — Фёдор (ок. 1859 — ?), Татьяна (ок. 1861 — ?), Гавриил (ок. 1865 — после 1895), Александра (ок. 1867 — после 1883), Пётр (ок. 1869 — ?), Павел (ок. 1869 — ?)[43].
- Жена — Екатерина Николаевна Альбинская (1864 — ранее 1922)[43].
- Сын — Николай (1895 — ?)[16].